# Новоберецька
Новобере́цька — пасажирський залізничний зупинний пункт Харківської дирекції Південної залізниці на електрифікованій лінії Мерефа — Лозова між станціями Безпалівка (7 км) та Трійчате (5 км). Розташований в селі Новоберецьке Лозівського району Харківської області.

## Пасажирське сполучення
На платформі Новоберецька зупиняються приміські електропоїзди Харківського та Лозівського напрямків.